# Ossenhoeder (sterrenbeeld)

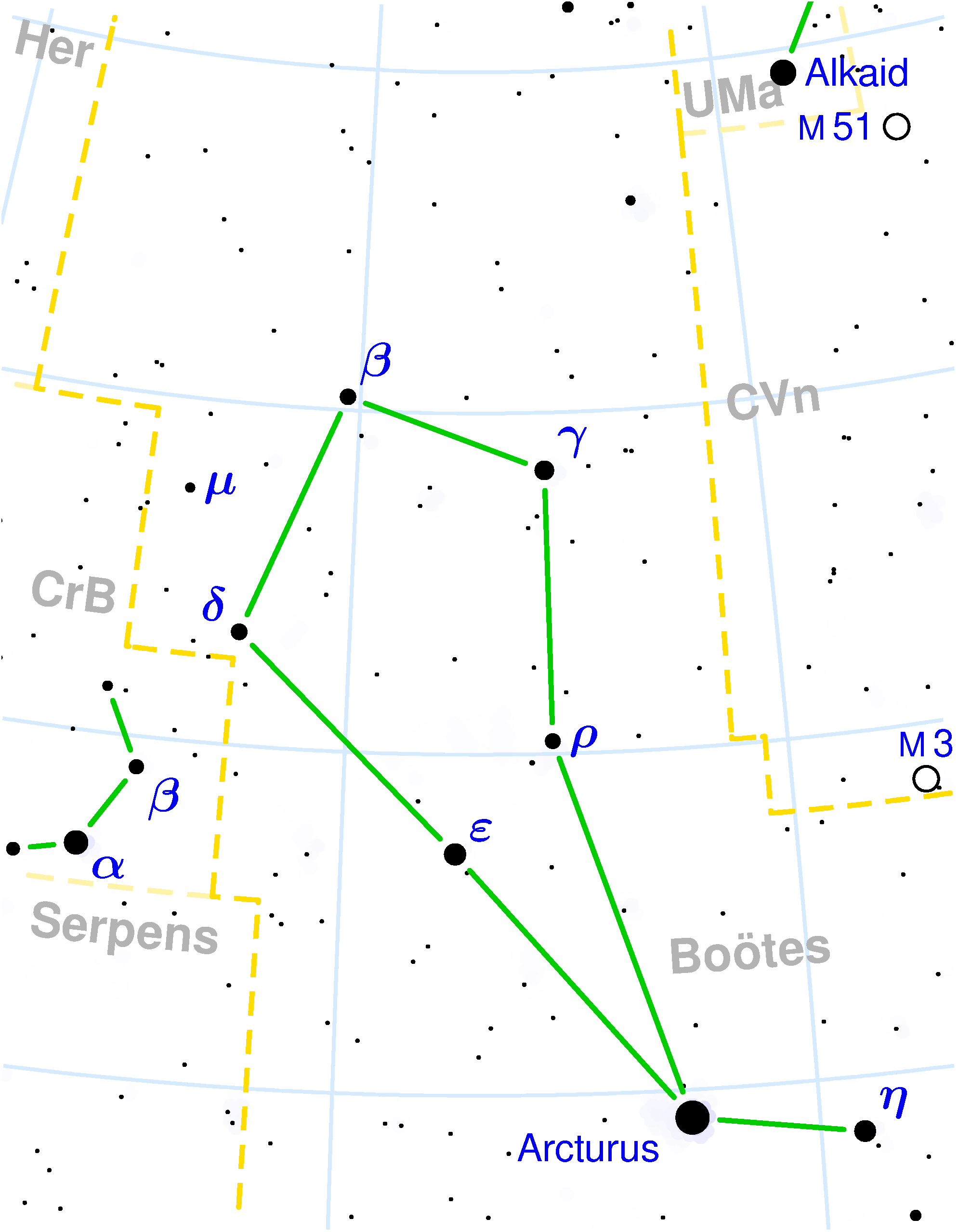
Kaart van het sterrenbeeld Ossenhoeder.

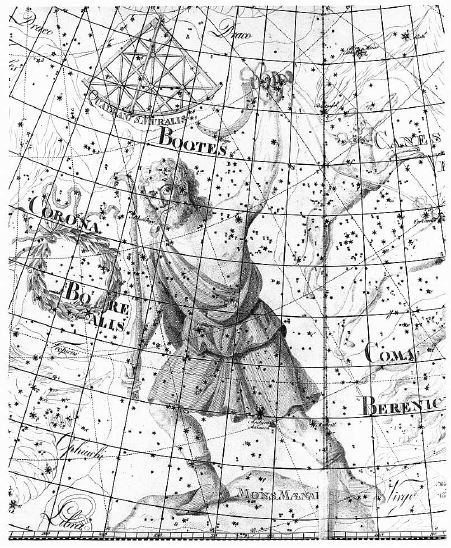
Klassieke weergave van het sterrenbeeld Ossenhoeder in Johann Bode: Uranographia, 1801. Aan de bovenkant is het in onbruik geraakte sterrenbeeld Muurkwadrant te zien. Onderaan is het voormalige sterrenbeeld Mons Maenalus.

Ossenhoeder (Boötes, afkorting Boo) is een sterrenbeeld aan de noorderhemel, liggende tussen rechte klimming 13u33m en 15u47m en tussen declinatie +7° en +55°. Het wordt ook wel Herder, Berenhoeder of Ossendrijver genoemd.
Boötes de ossenhoeder vervolgt de Grote Beer (Ursa Major) met zijn jachthonden (Canes Venatici).

## Sterren
(in volgorde van afnemende helderheid)
- Arcturus (α, alpha Boötis)
- Mufrid (η, eta Boötis)
- Izar (ε, epsilon Boötis)
- Seginius (γ, gamma Boötis)
- Nekkar (β, beta Boötis)
- Asellus Primus (θ, theta Boötis)
- Alkalurops (μ, mu Boötis)
- Asellus Tertius (κ, kappa Boötis)
- Asellus Secundus (ι, iota Boötis)
- Merga (38 Boötis)

## Wat is er verder te zien?

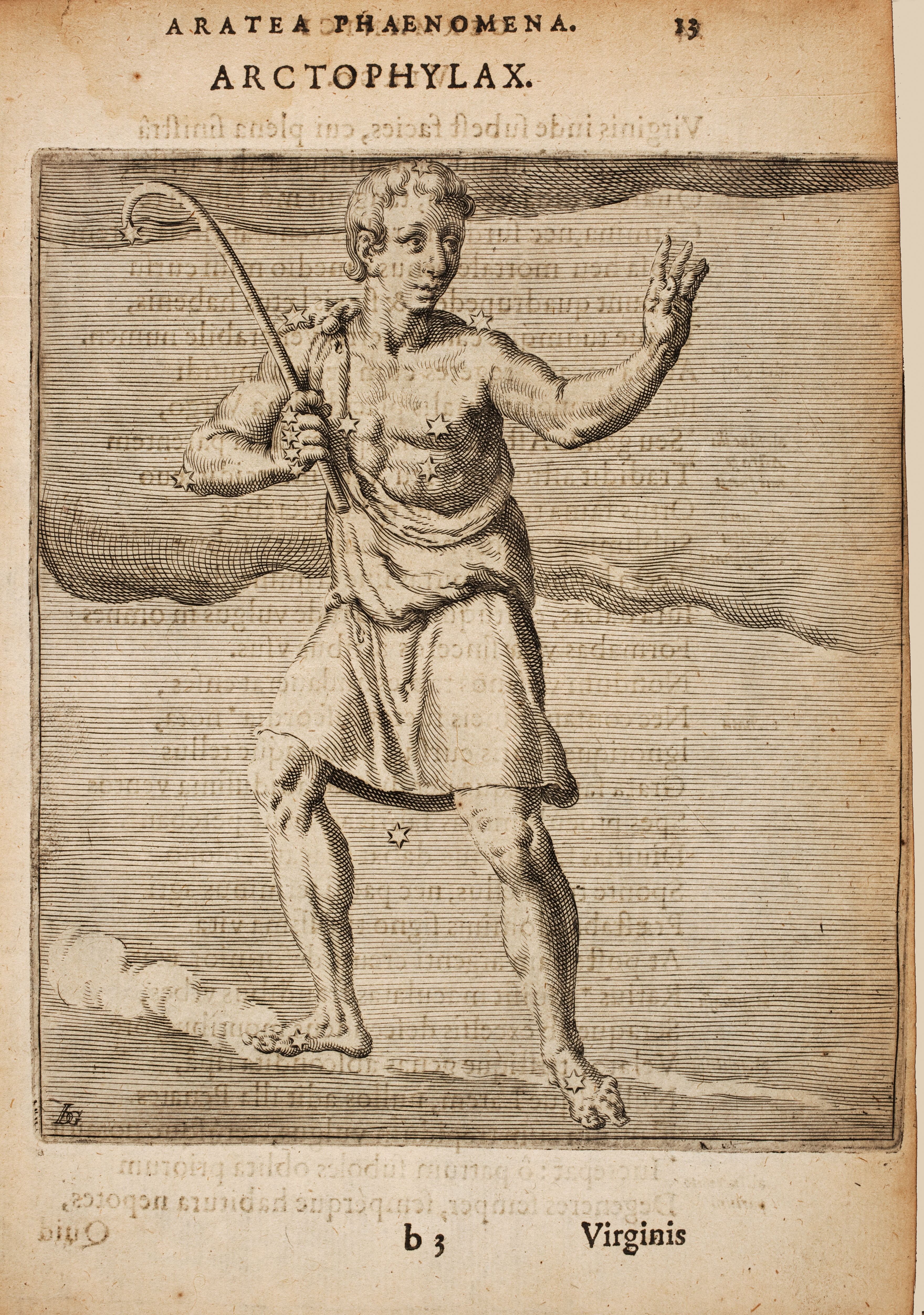
Berenhoeder Arctophilax (Boötes), in Hugo de Groot: Syntagma Arateorum, 1600

- In Boötes bevindt zich het Gat van Boötes, een gebied waarin nagenoeg geen sterrenstelsels te zien zijn. Het gat is een zogenaamde superholte en heeft een diameter van 250 miljoen lichtjaar.
- In de eerste dagen van het jaar lijkt de meteorenzwerm de Boötiden uit het noordelijk deel van Boötes te komen. De zwerm heeft zijn hoogtepunt op 3 januari en wordt ook wel de Quadrantiden genoemd, naar het oude sterrenbeeld "Quadrans Muralis" (Muurkwadrant) dat hier stond.

## Aangrenzende sterrenbeelden
(met de wijzers van de klok mee)
- Draak (Draco)
- Grote Beer (Ursa Major)
- Jachthonden (Canes Venatici)
- Hoofdhaar (Coma Berenices)
- Maagd (Virgo)
- Slang (Serpens)
- Noorderkroon (Corona Borealis)
- Hercules

## BOOTES
BOOTES is een programma in Zuid-Spanje voor observaties in het zichtbare spectrum aan het nagloeien van gammaflitsen, dat later uitgebreid is met infraroodwaarnemingen. Het acroniem verwijst naar dit sterrenbeeld.